# Escuelas Kartini

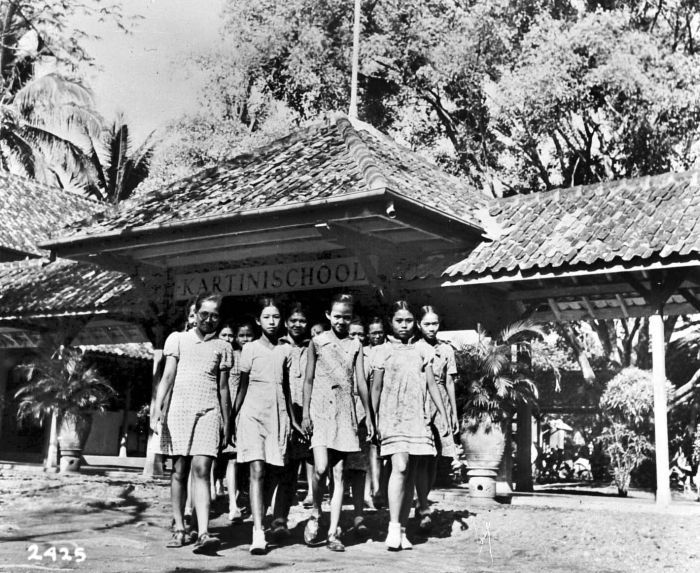
Escuela Kartini en Yakarta, 1952.

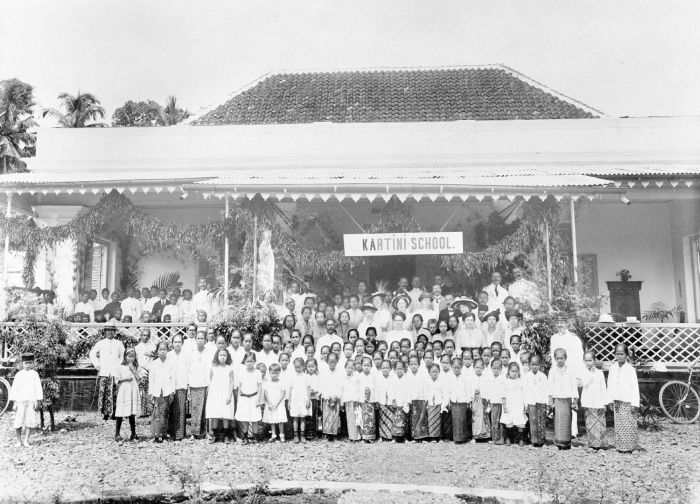
Apertura de una escuela Kartini en Buitzenborg (Bogor) mayo de 1915.

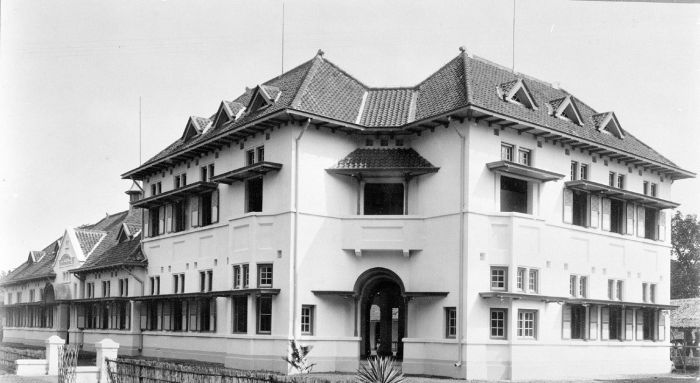
Sede de la escuela Kartini en Buitenzorg (abierta en 1918).

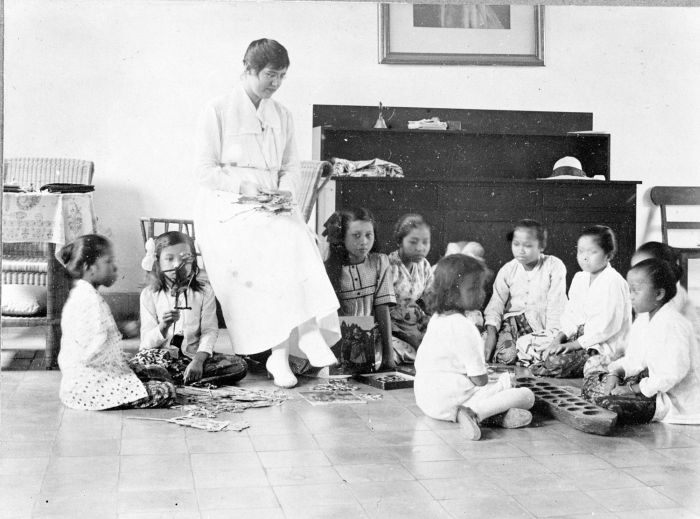
Clase, década de 1920.

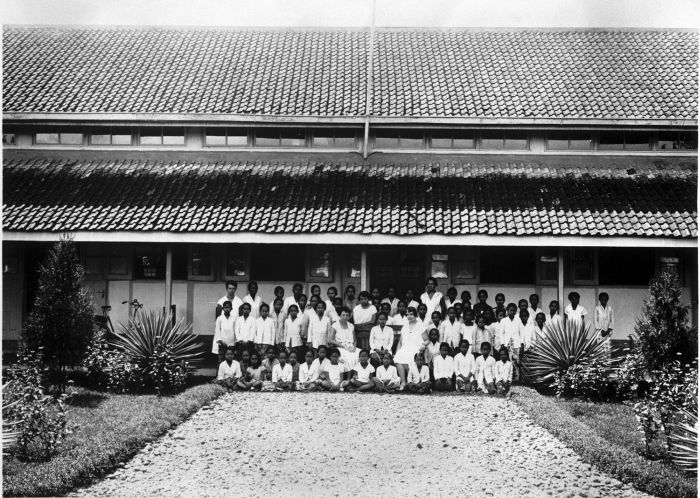
Escuela Kartini en Malang, 1930

Las Escuelas Kartini, nombradas por la defensora de los derechos de las mujeres javanesa Raden Ajeng Kartini (Señora Kartini), fueron abiertas para educar chicas indígenas en las Indias Orientales holandesas a raíz de la Política Ética holandesa. Sirvieron a la educación de las jóvenes indígenas de clase acomodada en la Indonesia colonial del siglo XX.

## Apertura
La primera escuela Kartini fue abierta en Batavia en 1907.Fue apoyada por el gobernador general Abendanon y la reina Guillermina de Holanda. Escuelas Kartini adicionales fueron abiertas en Malang, Cheribon, Semarang, Bogor (entonces llamada Buitzenborg), y Surabaya. Las escuelas atendían alumnado indígena femenino que ya hubiera recibido educación primaria.
Los esfuerzos para crear oportunidades para las jóvenes de clase alta javanesas lucharon contra la oposición de funcionarios conservadores holandeses y la clase alta javanesa (los bupatis). Las escuelas enseñaban en lengua holandesa y eran atendidas solo por mujeres.

## Currículum
El currículum incluía:
- Instrucción continua en lengua holandesa
- Lengua y literatura javanesas
- Geografía e historia
- Dibujo y estética
- Economía doméstica y jardinería
- Aritmética y contabilidad
- Costura práctica y fina
- Principios de higiene y primeros auxilios
- Principios de educación
- Canto y principios de teoría musical